# Сидония Богемская
Сидония Богемская (Зденка из Подебрад) (14 ноября 1449, Подебрады, королевство Чехия — 1 февраля 1510, Тарандт, герцогство Саксония) — герцогиня Саксонии, супруга герцога Альбрехта Смелого (1443—1500), основателя альбертинской линии Веттинов, правившей Саксонией вплоть до 1918 года.

## Биография
Дочь чешского короля-гусита Йиржи из Подебрад и его жены Кунгуты из Штернберка, которая умерла вскоре после рождения Сидонии и её сестры-близнеца Катарины — будущей королевы Венгрии.
В возрасте 10 лет помолвлена с Альбрехтом, в 1464 году состоялось бракосочетание. Супруги жили в Мейсенском замке Альбрехтсбург, Дрезденском замке и замке в Тарандте. В 1485 году её муж Альбрехт и его брат Эрнст разделили свои владения, положив начало системе, существовавшей вплоть до начала XX века.
После смерти мужа герцогиня проживала в замке в Тарандте, где и умерла, после чего была похоронена в мейсенском соборе.
От Сидонии осталось около ста писем к сыну Георгу, которые недавно были изданы с научным комментарием (на нем. языке). Сидония проявляла интерес к христианской мистике, в частности, к творчеству Иоганна Таулера.
Фигура герцогини Сидонии как супруги родоначальника династии пользовалась в Саксонии большим уважением. В честь герцогини в XIX веке был назван орден Сидонии, один из саксонских королевских орденов.

## Брак и дети
Сидония родила Альбрехту восемь детей, из которых до взрослого возраста дожили четверо.
- Катарина Саксонская (1468—1524), 1-й брак — с 1484 замужем за эрцгерцогом Сигизмундом Тирольским , 2-й брак — с 1497 замужем за герцогом Эрихом I Брауншвейг-Каленбергским.
- Георг Бородатый (1471—1539) — герцог саксонский с 1500 года.
- Генрих V (1473—1541), герцог Саксонский с 1539 года.
- Фридрих (1474—1510), гроссмейстер Тевтонского ордена в Пруссии с 1498 года.